# Рычков, Николай Петрович
Николай Петрович Рычков (15 октября 1746, Оренбург — 1784, Оренбург) — русский путешественник и географ, организатор российского шелководства. Адъюнкт Императорской академии наук, член Вольного российского собрания и Вольного экономического общества. Второй сын академика П. И. Рычкова.

## Биография и экспедиции
Родился 15 октября 1746 года в Оренбурге. В 1768 году принял участие в Академических экспедициях под руководством П. С. Палласа.
В 1769—1770 годах он объездил большую часть губерний Казанской, Оренбургской, Уфимской, Вятской и Пермской и южнее. Составил их описание, напечатанное в 1770—1772 годах Академией под заглавием: «Журнал или дневные записки путешествия капитана Рычкова по разным провинциям Российского государства».
В 1772 году академия наук издала и другой труд Н. П. Рычкова: «Дневные записки путешествия в Киргиз-Кайсацкой степи».
С 1772 году Н. П. Рычков состоял «на Ахтубе в новозаводимых там шелковых заводах главным директором». В 1780 году получил чин надворного советника, в 1784 году коллежского советника и на следующий год сдал директорство И. И. Огареву. В 1787 году участвовал в качестве советника и эксперта в деле о взяточничестве саратовского губернатора Поливанова.
В 1793 году академик Паллас застал своего друга Рычкова в том же чине коллежского советника в его имении под Царицыном. Рычков, как и 20 лет назад, составил компанию академику по исследованию Ахтубинской долины. В 1797 году его планировали назначить вновь директором Ахтубинского шёлководства, но смерть прервала его деятельность где-то на рубеже 1797—1798 годов. Вместо него на Ахтубу поехал московский писатель-сатирик Николай Иванович Страхов.